# James Smith (boxe anglaise)
Pour les articles homonymes, voir James Smith et Smith.
James Smith est un boxeur américain né le 3 avril 1953 à Magnolia, Caroline du Nord.

## Carrière
Passé professionnel en 1981, il devient champion du monde poids lourds WBA le 12 décembre 1986 en battant au 1er round son compatriote Tim Witherspoon mais perd aux points sa ceinture le 7 mars 1987 face à Mike Tyson lors du combat de réunification des titres WBA & WBC. Il met un terme à sa carrière en 1999 sur un bilan de 44 victoires, 17 défaites et 1 match nul.